# Via della Spada
Via della Spada è una strada urbana di Firenze, tra via de' Tornabuoni e piazza degli Ottaviani.

## Storia
La strada era un'antichissima direttrice di Firenze perché usciva dalla porta di San "Brancazio" (storpiatura del nome della vicina chiesa di San Pancrazio) nelle mura romane e altomedievali, prolungando il decumano e immettendosi poi nell'odierna via Palazzuolo e da lì per la strada verso Pistoia.
Il nome antico della strada era infatti via San Pancrazio, che venne cambiato sotto il Granduca Pietro Leopoldo nel nome attuale, per ragioni non conosciute. Guido Carocci ipotizza che possa esserci stata un'osteria o un'altra insegna che aveva come emblema una spada.

## Descrizione
All'angolo con via della Vigna Nuova si trova palazzo Dudley, dalla caratteristica forma a cuneo, già appartenente ai Rucellai e comprato dal conte di Northumberland sir Robert Dudley nel 1613; nel 1912-1913 venne riammodernato assumendo l'aspetto odierno. Anche il palazzo al numero 5 apparteneva ai Rucellai e venne unito al palazzo d'angolo sempre dal conte Dudley. 
Al trivio con via del Sole e via delle Belle Donne si trova il tabernacolo di San Sisto papa, di grandi dimensioni, dipinto da affresco dal pittore trecentesco Niccolò di Tommaso. Più avanti si incontra l'abside della ex-chiesa di San Pancrazio, dove è stato incastonato un tabernacolo con una robbiana della Madonna col bambino e un Cristo dolente coronato di spine del XIX secolo, di un artista chiamato Iacovino. Fiancheggiando la chiesa, sulla strada si trova l'ingresso per la cappella del Santo Sepolcro, l'unica parte ancora consacrata della chiesa, dove si trova la tomba di Giovanni Rucellai fatta da Leon Battista Alberti sul modello del Santo Sepolcro a Gerusalemme.
Al n. 4 Francesco Bigazzi (1887) ricorda un perduto stemma dei Vallombrosani (di Santa Trinita) e l'iscrizione «della Badia di / Vallombrosa ristav. / da fondamti / l'an.° 1707».